# Rodrigo Sorogoyen
Rodrigo Sorogoyen (ur. 16 września 1981 w Madrycie) – hiszpański reżyser, scenarzysta i producent filmowy. Pracuje również dla telewizji.

## Życiorys
Absolwent historii na Uniwersytecie Complutense w Madrycie. Od 2004 studiował scenariopisarstwo w madryckiej szkole filmowej ECAM. Następnie pracował jako scenarzysta licznych seriali telewizyjnych.
Jego pierwszymi filmami były komedie romantyczne 8 randek (2008) i Sztokholm (2013). Później nakręcił kryminał Niech Bóg nam wybaczy (2016), nagrodzony za najlepszy scenariusz na MFF w San Sebastián, oraz thriller polityczny Królestwo (2018), wyróżniony siedmioma Nagrodami Goya, w tym za najlepszą reżyserię.
Krótkometrażowa Matka (2017), z jego żoną Martą Nieto w roli głównej, składała się z jednego długiego 19-minutowego ujęcia. Obraz zdobył nominację do Oscara za najlepszy krótkometrażowy film aktorski. Sorogoyen nakręcił następnie kontynuację historii w formie pełnometrażowej pod tym samym tytułem. Matka (2019) przyniosła Marcie Nieto nagrodę aktorską w sekcji "Horyzonty" na 76. MFF w Wenecji oraz nominację do Europejskiej Nagrody Filmowej dla najlepszej aktorki. Najnowszy film reżysera, Bestie (2022), miał swoją premierę w ramach pokazów pozakonkursowych na 75. MFF w Cannes.
Członek jury konkursu głównego na 79. MFF w Wenecji (2022).